# Mart de Todi

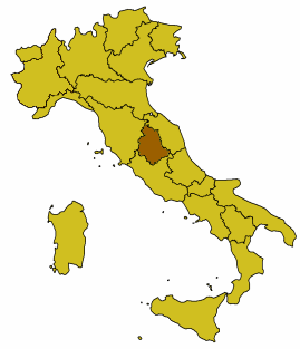
Ubicació de Todi, respecte a Itàlia, localitat on es va trobar el Mart de Todi.

El Mart de Todi és una estàtua etrusca, que data del Segle V aC, que representa al déu guerrer Mart, practicant un ritual abans de la batalla.

## Lloc de la troballa
Va ser descoberta l'any 1835, sepultada al costat dels murs del Convent de Montesanto, molt proper a la localitat italiana de Todi, pertanyent a la Província de Perusa. La zona va albergar un antic assentament etrusc.

## Autor
Es desconeix l'autoria de l'escultura, però se sap que va ser donada al temple dedicat a Ares (déu greco-etrusc), pel ciutadà etrusc Ahal Trutitis.

## Estil i característiques tècniques
- Aquesta escultura pertany a l'art etrusc, amb influència grega a semblança dels hoplites grecs.
- Material: bronze de fosa.
- Altura: 1,41 m.
- Subjecta una llança amb la mà esquerra i una tassa amb la mà dreta.
- La inscripció dedicatòria (on explica qui la va donar), es va gravar en idioma umbre i en alfabet etrusc.
- Portava un casc (no trobat).
- Originàriament es recolzava en un pedestal (no trobat).
- Els ulls estaven treballats en plata.

## Curiositats
L'estàtua va ser trobada enterrada sota de llastres de traverti, i possiblement li va caure un llamp.

## Conservació
Actualment la peça s'exposa als Museus Vaticans, i els trossos de la llança i la tassa que portava originàriament el guerrer s'exposen apart.